# Antoine Pevsner
Antoine Pevsner, született Anton Abramovics (Nátán Berkovics) Pevzner, oroszul: Антон Абрамович (Натан Беркович) Певзнер; (Klimavicsi, Mahiljovi terület, 1884. január 30. – Párizs, 1962. április 12.) orosz festő, szobrász. Öccsével, Naum Gabóval az orosz konstruktivista művészet megteremtője, s a francia absztrakt szobrászat egyik kiemelkedő képviselője.

## Életpályája
Hatgyermekes zsidó származású orosz családban nőtt fel. Már 15 éves korától a képzőművészeti pályára készült. Az 1900-as években a kijevi Művészeti Főiskolán, majd a szentpétervári Cári Művészeti Akadémián képezte magát, ez utóbbi iskolából zsidó származása miatt hamarosan eltanácsolták. Vonzotta a párizsi művészeti élet, 1911-ben már meg is érkezett Párizsba. Megtekintette a Salon des Indépendants első kubista kiállítását, mely nagy hatással volt rá. Visszament egy évre Oroszországba, de 1913-ban újra Párizsba ment. Barátság fűzte Amedeo Modigliani festőhöz és Archipenko szobrászművészhez, aki az 1910-es évek elején kubista szobrászattal kísérletezett. A modern festők Section d’Or nevű csoportjával is kapcsolatba került, s a csoport teoretikusaival, Albert Gleizes (1881-1953) és Jean Metzinger (1883-1956), akik éppen közreadták Du cubisme (1912) című tanulmányukat.
1913-ban megtekintette Umberto Boccioni futurista festő kiállítását, amely újabb tapasztalatokkal gazdagította. Az első világháború kitörése után Párizsból öccséhez, Gabóhoz ment Oslóba. Itt dolgozott együtt a két testvér, Antoine Pevsner ekkor már alapos művészeti-mesterségbeli ismeretekkel rendelkezett mind a festészet, mind a szobrászat terén. Együtt kidolgozták azt az irányzatot, amelyet konstruktivizmusnak neveztek.
Az 1917-es októberi orosz forradalom lehetővé tette Pevsner és öccse számára a visszatérést Moszkvába, most már nem kellett tartaniuk zsidó származásuk miatti üldöztetéstől. 1917-től mintegy 1922-ig szabadon virágozottak Moszkvában a legkülönbözőbb avantgárd irányzatok, s a viták hozzásegítették a művészeket a tisztánlátáshoz. Ez a jó világ hamarosan véget ért, mihelyt a politika a közvetlen pártpropaganda szolgálatába igyekezett állítani a művészeket. Hamar ráérzett erre számos művész, Naum Gabo 1922-ben nem jött haza Berlinből, 1923-ban Antoine Pevsner is utána ment, ugyanekkor Kandinszkij Weimarba ment. Önkéntes száműzetésük egy életre szólt, soha többet nem tértek haza.
Antoine Pevsner öccsénél maradt Berlinben, s volt egy döntő fontosságú találkozása Marcel Duchamp-mal, mely után a festészeti műfajt abbahagyta, s a konstruktivista szobrászatra tért át. 1923 októberében már el is hagyta Berlint, Párizsba költözött, 1930-ban megkapta a francia állampolgárságot. 1932-ben öccsével megalapította az Abstraction-Création csoportot, amelynek hamarosan számos követője akadt. Az absztrakt művészet Párizsban a második világháború után is virágzott, az absztrakt művészek évenként tárlatot nyitottak Réalités Nouvelles elnevezéssel. Ezeket a kiállításokat már Kandinszkij és Alberto Magnelli művészete befolyásolta. A kiállítók közt számos ország híres festői és szobrászai szerepeltek, köztük a magyar származású Victor Vasarely.
Antoine Pevsner kiállított 1946-ban a Concrete Art csoport egyes tagjaival, René Drouin, Sonia Delaunay, Kandinszkij, Alberto Magnelli és Auguste Herbin. Részt vett 1958-ban a Velencei biennálén, továbbá  a documenta 1 (1955), valamint a documenta II (1959) kiállításain Kasselben. Mind az európai, mind az amerikai kontinensről kapott megrendeléseket kisplasztikák és köztéri szobrok készítésére.

## Munkáiból
- Absztrakt formák (1913)[2]
- Zománcrajz (1923)[3]

## Galéria

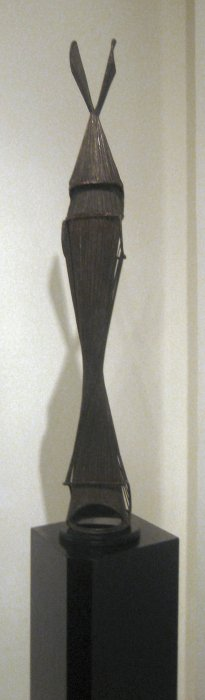
'Elan' (hegesztett bronzszobor, Museum of Art, Tel-Aviv, Izrael)
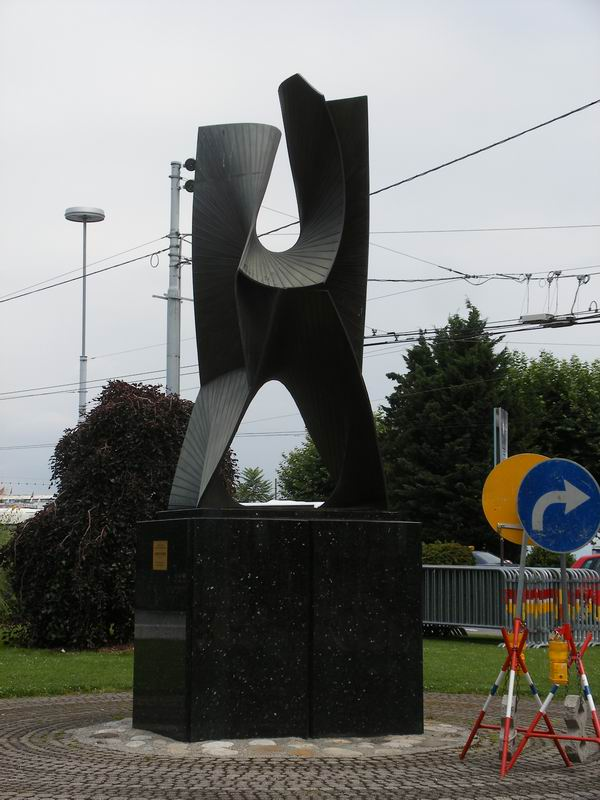
Harmadik és negyedik dimenzió (Genf, Svájc)
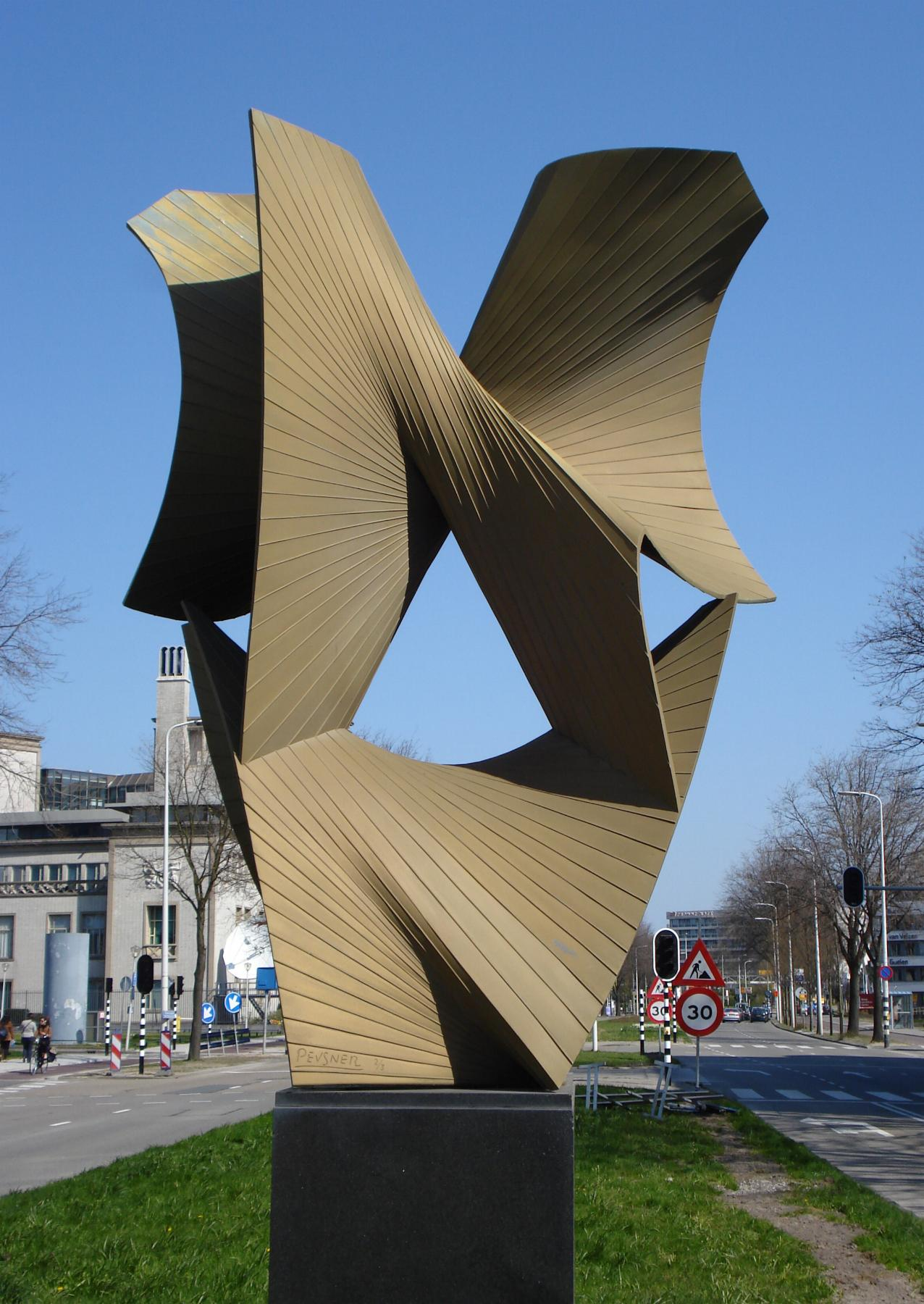
Negyedik dimenzió (Hága, Hollandia)
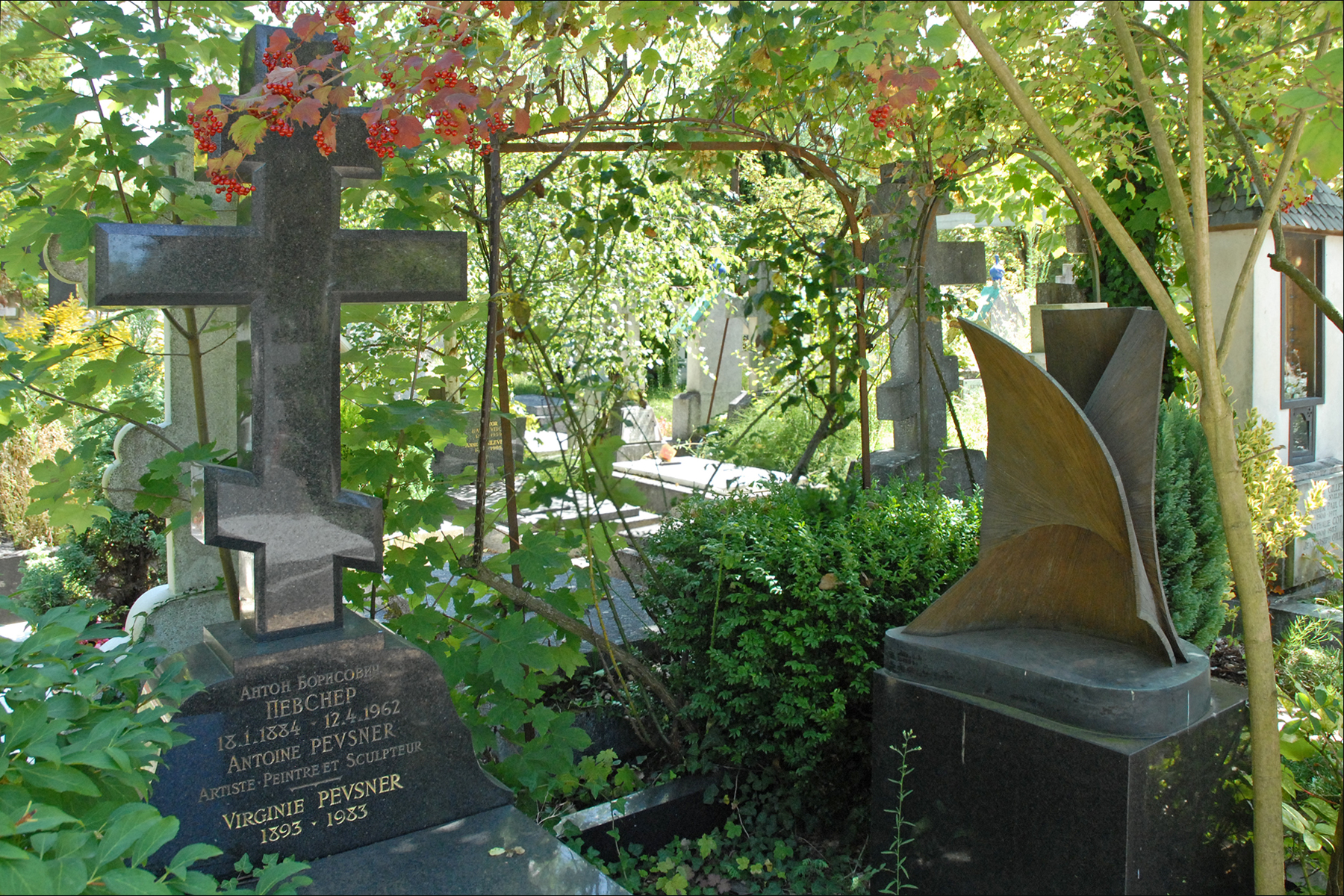
Antoine Pevsner síremléke (Sainte-Geneviève-des-Bois)